# مایک ریندر
مایک ریندر (انگلیسی: Mike Rinder؛ زادهٔ ۱۰ آوریل ۱۹۵۵) مدیر ارشد استرالیایی-آمریکایی کلیسای بین‌المللی ساینتولوژی (CSI) و سازمان دریا مستقر در ایالات متحده بود. از سال ۱۹۸۲ تا ۲۰۰۷، ریندر در هیئت مدیره ساینتولوژی خدمت کرد و همچنین سمت مدیر اجرایی دفتر امور ویژه آن را بر عهده داشت و بر امور شرکتی، حقوقی و روابط عمومی ساینتولوژی در سطح بین‌المللی نظارت داشت. ریندر در ۲۰۰۷ ساینتولوژی را به دلیل اختلافش با دیوید میسکاویچ ترک کرد. ریندر مجری سریال مستند شبکه ای‌اندئی و برندهٔ جوایزی همچون جوایز امی ساعات پربیننده شده است.

## نقد ساینتولوژی
پس از ترک ساینتولوژی، ریندر به دنور، کلرادو نقل مکان کرد، در ابتدا قصد نداشت علیه این سازمان صحبت کند. در سال ۲۰۰۹، زمانی که تمپا بی تایمز برای اولین بار از او درخواست مصاحبه کرد، او نپذیرفت. با این حال، یک ماه بعد، دو وکیل ساینتولوژی مستقر در واشینگتن بدون اعلام قبلی به خانه او رفتند، به ریندر اطلاع دادند که از بازدید روزنامه اطلاع داشتند و از او پرسیدند که چه چیزی فاش کرده است. به گفته ریندر، این حادثه لحظه‌ای دیگر از وضوح بود، زیرا او متوجه شد که با وجود امتناع از صحبت کردن، اکنون در معرض ارعاب و آزار بازی منصفانه توسط ساینتولوژی قرار گرفته است. او تصمیم گرفت این مصاحبه را با روزنامه تمپا بی تایمز انجام دهد و گفت که به این دلیل صحبت می‌کند که «من نمی‌خواهم مردم همچنان آسیب ببینند، فریب بخورند و به آنها دروغ گفته شود.» او در مورد مدیریت ساینتولوژی و سوء استفاده‌های مکرری که علیه وی انجام شده صحبت کرد و این مصاحبه‌ها بخشی از شماره ویژه روزنامه "خلاصه‌ حقیقت" شد.

## مرگ
در ژوئن ۲۰۲۳، اعلام شد که ریندر به سرطان مری پیشرفته مبتلا شده است. او در ۵ ژانویه ۲۰۲۵ در سن ۶۹ سالگی بر اثر سرطان در آسایشگاه پالم هاربر درگذشت.